# Freudenberg (Siegerland)
Freudenberg település Németországban, azon belül Észak-Rajna-Vesztfália tartományban. Lakosainak száma 17 738 fő (2023. december 31.).

## Közigazgatás

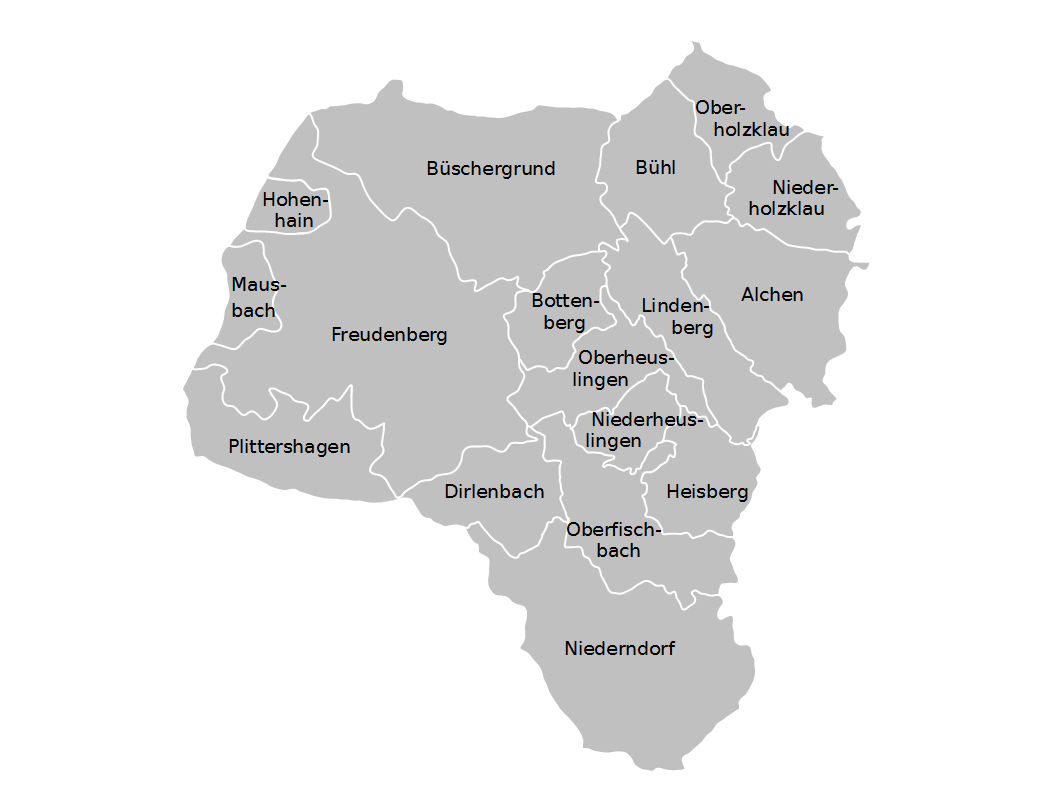
A városrészek

A 17 városrész:
| - Alchen - Bottenberg - Bühl - Büschergrund - Dirlenbach - Freudenberg | - Heisberg - Hohenhain - Lindenberg - Mausbach - Niederheuslingen - Niederholzklau | - Niederndorf - Oberfischbach - Oberheuslingen - Oberholzklau - Plittershagen |

## Népesség
A település népességének változása:
| Lakosok száma | 15 352 | 16 731 | 17 929 | 17 759 | 17 739 | 17 677 | 17 773 | 17 738 |
|               | 1975   | 1989   | 2015   | 2017   | 2019   | 2021   | 2022   | 2023   |